# Augusto Hurtado
Augusto Hurtado Vargas (ur. ?, zm. ?) – chilijski piłkarz wodny, olimpijczyk z Londynu w 1948.
Zagrał w reprezentacji Chile podczas letnich igrzysk olimpijskich w 1948. Jego drużyna po dwóch przegranych odpadła wówczas w 1. rundzie turnieju zajmując 13.–18. miejsce.